# Svizzera ai Giochi della X Olimpiade
La Svizzera partecipò ai Giochi della X Olimpiade, svoltisi a Los Angeles, Stati Uniti, dal 30 luglio al 14 agosto 1932, con una delegazione di 7 atleti impegnati in quattro discipline.

## Medaglie
| Medaglia | Atleta       | Sport      | Evento                |
| -------- | ------------ | ---------- | --------------------- |
| Argento  | Georges Miez | Ginnastica | Corpo libero maschile |